# COVID-19-Pandemie auf Pitcairn
Die COVID-19-Pandemie auf den Pitcairninseln – einem britischen Überseeterritorium – war Teil der COVID-19-Pandemie, die durch das Virus SARS-CoV-2 (Schweres-akutes-Atemwegssyndrom-Coronavirus Typ 2) verursacht wurde. Es wurde bestätigt, dass das Virus die Inseln am 16. Juli 2022 erreicht hatte.

## Hintergrund
Die Pitcairninseln, das letzte britische Überseegebiet im Pazifik, sind eine abgelegene Inselkette, die aus den Inseln Pitcairn, Henderson, Ducie und Oeno besteht, von denen Pitcairn als einzige bewohnt ist. Die Insel hat ca. 35 Einwohner (Stand: 2023). Am 12. Januar 2020 bestätigte die Weltgesundheitsorganisation (WHO), dass ein neuartiges Coronavirus die Ursache für eine Atemwegserkrankung bei einer Gruppe von Menschen in der Stadt Wuhan in der Provinz Hubei, China war, die der WHO am 31. Dezember 2019 gemeldet wurde.

## Chronologie
Als Vorsichtsmaßnahme schloss die Regierung der Pitcairninseln im März 2020 die Grenzen. Alle Passagierdienste zu den Inseln wurden bis Mitte März 2020 eingestellt. Nur noch Bewohnerinnen und Bewohner sowie Menschen, die beruflich auf Pitcairn zu tun hatten, durften die Insel betreten. Bei An- und Abreise war ein COVID-19-Test verpflichtend. Die gesamte Bevölkerung wurde im Mai 2021 geimpft, die Impfstoffe waren aus Neuseeland eingetroffen. Bis zum 28. Februar 2023 wurden 106 Impfungen durchgeführt. Im März 2022 öffnete die Regierung wieder die Grenzen für den internationalen Reiseverkehr. Der reguläre Verkehr mit Französisch-Polynesien wurde am 5. Juli 2022 wieder aufgenommen.
Am 16. Juli 2022 wurde die erste Infektion gemeldet. Am 20. Juli 2022 meldete Pitcairn weitere drei Fälle, wodurch die Gesamtzahl auf vier stieg. Bis zum 1. Dezember 2023 wurden keine weiteren Fälle gemeldet.
Pitcairns Grenzen sind vollständig geöffnet und es gibt keine Testpflicht mehr.

## Gesundheitseinrichtungen
Auf Pitcairn gibt es ein Gesundheitszentrum mit einem ausländischen Allgemeinmediziner und einer örtlichen Krankenschwester. Keiner der Infizierten musste medizinische Betreuung in Anspruch nehmen.

## Grafiken
Folgende Grafik gibt die an die WHO gemeldeten Infektionszahlen wieder:

Bestätigte Infizierte auf Pitcairn nach Daten der WHO. Oben kumuliert, unten Tageswerte

Bestätigte Todesfälle auf Pitcairn gab es keine, nach Daten der WHO. Oben kumuliert, unten Tageswerte.

## Belege
1. 1 2  Government of Pitcairn Island Travel and Quarantine Policy. Archiviert vom Original am 26. Januar 2022; abgerufen am 28. Dezember 2023.
2. 1 2 3  Andrea Vance:  Covid-19 finally arrives on remote Pitcairn Island In: Stuff, 16. Juli 2022. Abgerufen am 19. Juli 2022 (englisch).
3. ↑  Peter Clegg: Pitcairn. In: The Contemporary Pacific. Band 34, Nr. 1, 2022, ISSN 1527-9464, S. 207–216, doi:10.1353/cp.2022.0012 (jhu.edu [abgerufen am 17. Dezember 2023]).
4. ↑  World Health Organization (WHO). Abgerufen am 17. Dezember 2023 (englisch).
5. ↑  Life on Pitcairn. Abgerufen am 17. Dezember 2023 (amerikanisches Englisch).
6. 1 2  Nordkorea meldet ersten Covid-Fall – diese Länder sind (zumindest offiziell) noch coronafrei. Abgerufen am 20. Dezember 2023.
7. 1 2 3 4  The Pitkern Blog. Abgerufen am 17. Dezember 2023 (amerikanisches Englisch).